# Onnagata

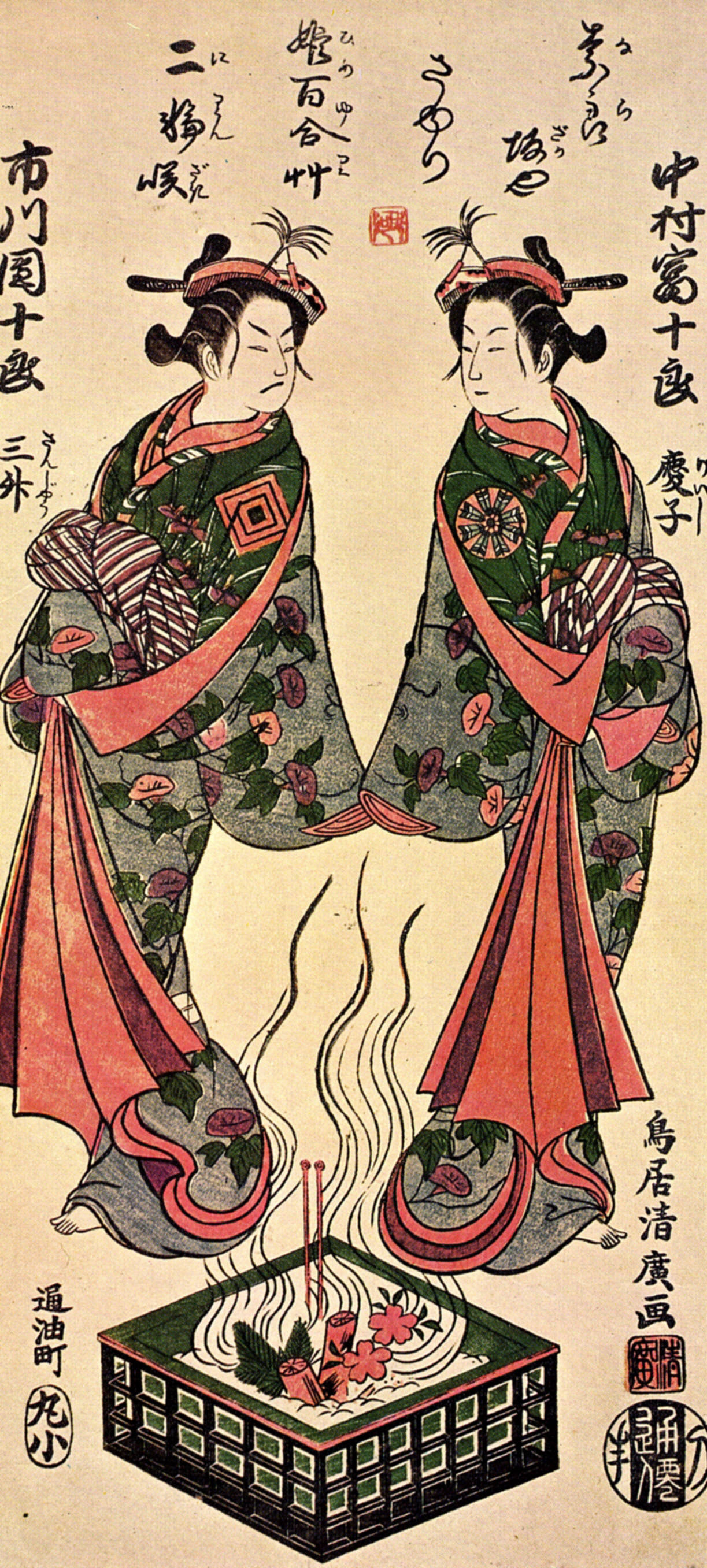
Ukiyo-e figurant deux onnagata, par Kiyohiro Torii (vers 1750–1760).

L'onnagata (女方) ou oyama (女形) est un type de personnage du théâtre japonais. Le mot désigne à la fois le rôle et l'acteur.

## Définition
Onnagata (littéralement « forme féminine ») est le terme désignant un homme qui interprète un rôle féminin pour exprimer de manière stylisée le cœur de la femme.
Les rôles d’onnagata peuvent être divisés en katahazushi (dames de compagnie), akahime (jeunes princesses), sewa-nyobo (épouses attentionnées), ou fukeoyama (femmes âgées).

## Historique
Les premières troupes de kabuki étaient féminines ou mixtes. Certaines utilisaient des actrices pour jouer des rôles masculins, et des acteurs pour les rôles féminins, afin d'obtenir des effets d'un humour souvent trivial, voire obscène. Alerté par les dérives de prostitution au sein des compagnies de kabuki, le shogun interdit d'abord aux femmes de monter sur scène (en 1629), puis aux adolescents (en 1642).
Pour respecter ces interdictions, Ukon Genzaemon devient le premier onnagata, donnant naissance à différents archétypes de personnages encore très vivants aujourd'hui. Souvent utilisé pour des acteurs de théâtre kabuki et de danse classique japonaise, l’onnagata peut aussi être appliqué à des acteurs du théâtre nô et du kyōgen.
L'acteur onnagata stylise la féminité de telle manière que son physique réel n'a plus d'importance dans l'interprétation de ses rôles. Seule la théâtralité compte. Ainsi un Trésor national vivant comme Jakuemon (1920-2012) peut-il encore incarner des personnages de jeunes filles à plus de quatre-vingts ans. Le plus célèbre onnagata contemporain est certainement Tamasaburō (né en 1950) qui a au Japon une renommée comparable aux plus grandes stars de cinéma.
Cette recherche sur la féminité n'a pas son équivalent en Occident. Cependant, au Théâtre du Temps, à Paris, Junji Fuseya a créé une technique d’onnagata français, et le travail de Mark Rylance au Théâtre du Globe, à Londres, à la manière des pièces élisabéthaines, s'approche parfois de très près de l'esprit de l’onnagata.

## Autres arts
- Onnagata est également une nouvelle de Yukio Mishima (en français La Mort en été, 1953), où il décrit les rites kabuki à travers une histoire d'amour entre l’onnagata Mangiku et un jeune metteur en scène, Kawasaki, sous les yeux de Masuyama.
- Le personnage principal du film de Kon Ichikawa La Vengeance d'un acteur (1963) est un onnagata.

## Personnalités
- Yoshizawa Ayame (lignée d'acteurs onnagata)